# 秋吉台国定公園
秋吉台国定公園（あきよしだいこくていこうえん）は山口県中央部の美祢市（旧秋芳町・旧美東町）に広がるカルスト台地の秋吉台（狭義）からなり、指定地域内に秋芳洞など約200の洞窟（鍾乳洞）を胚胎する国定公園。カルスト台地という独特の性質のため、上級公園の中でも比較的指定面積（45.02km2）が狭い公園である。1955年（昭和30年）11月1日指定。
指定地の秋吉台内には特別天然記念物の秋芳洞をはじめ、天然記念物の景清洞、大正洞、中尾洞などがある。12.69km2が特別天然記念物にも指定されている。

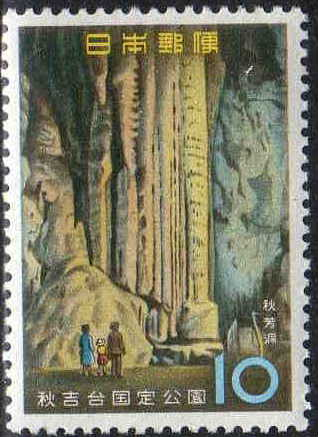
秋吉台国定公園の秋芳洞を描いた切手（1959年）
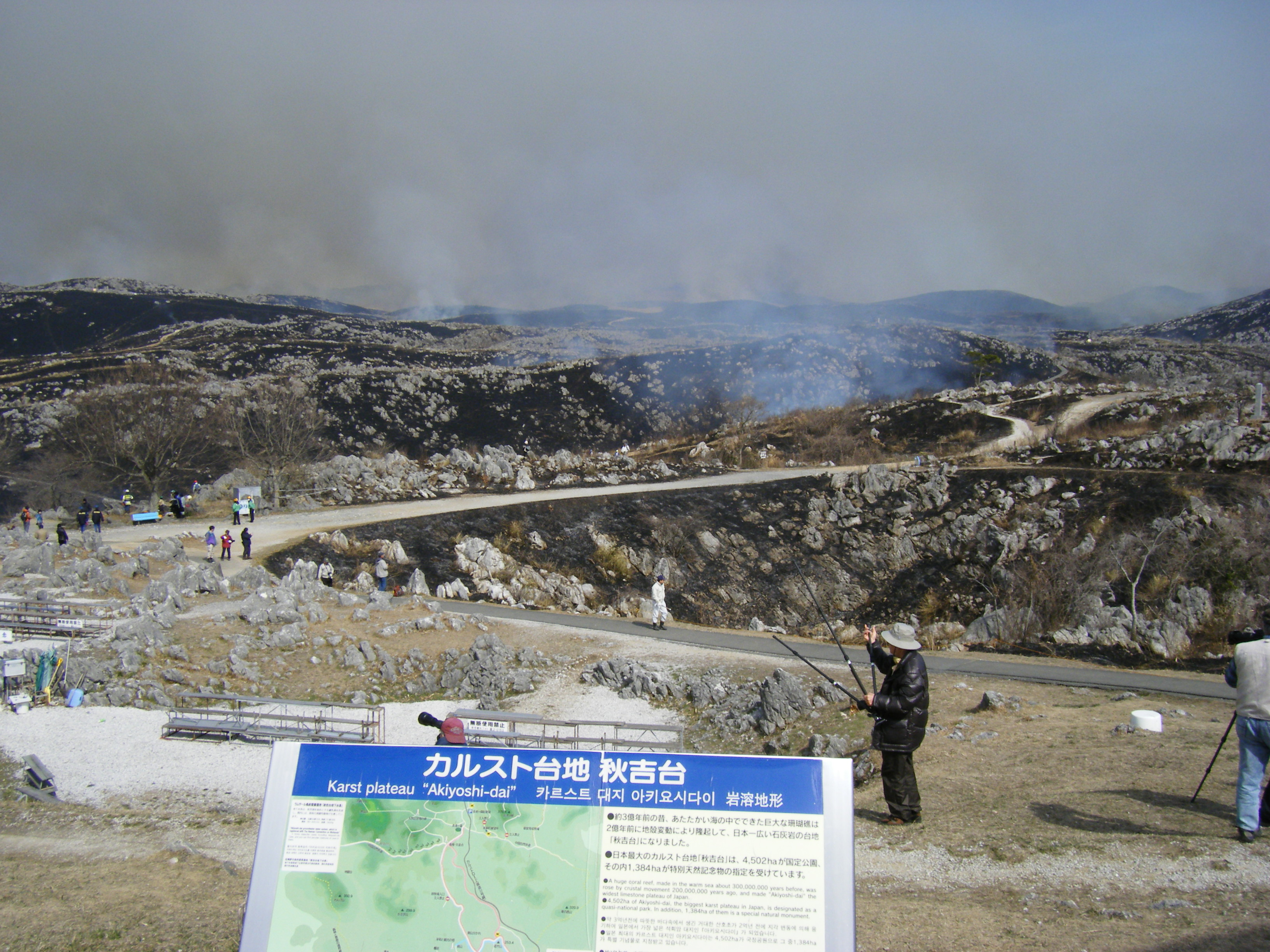
秋吉台の山焼き
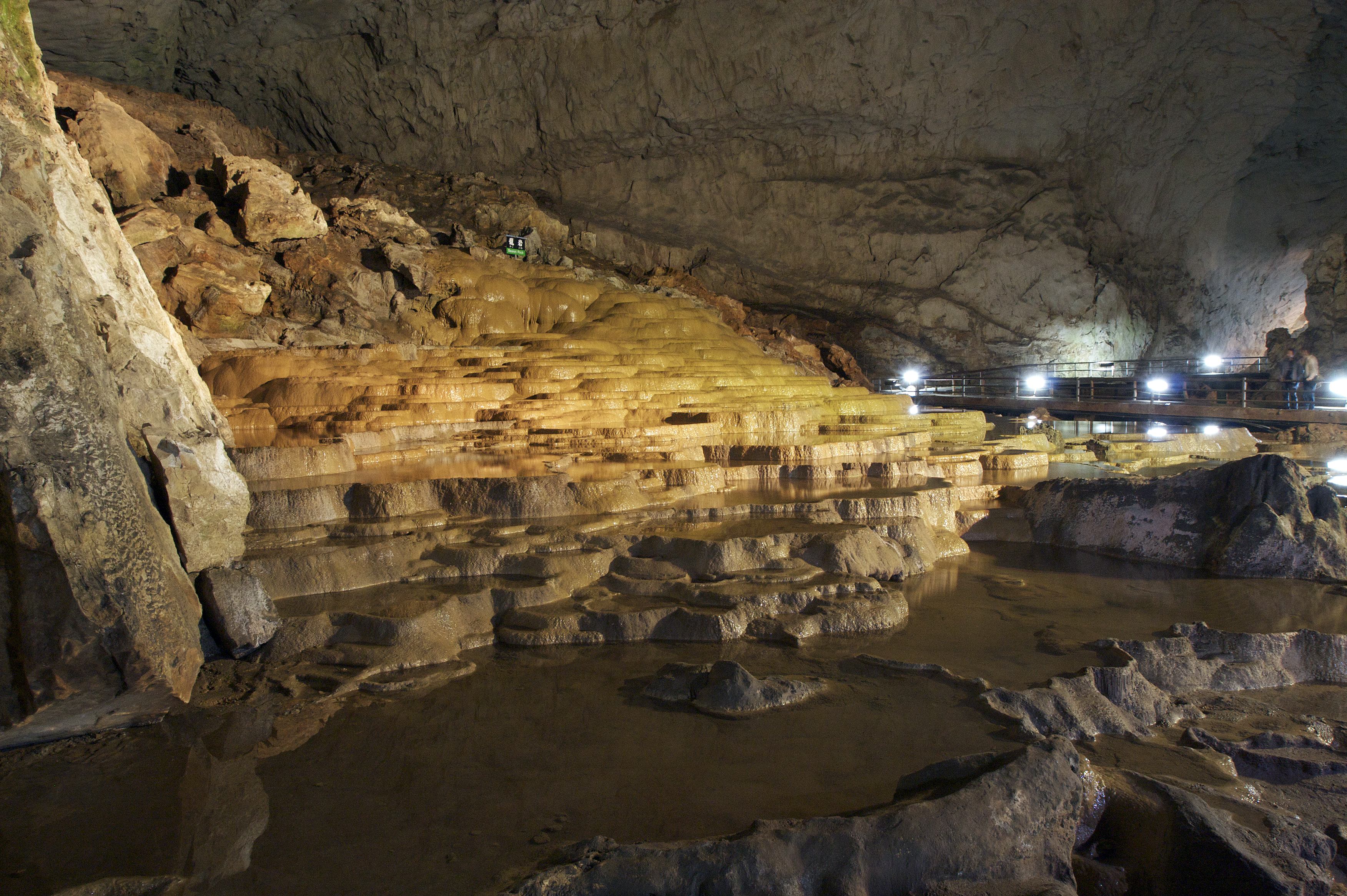
秋芳洞、百枚皿
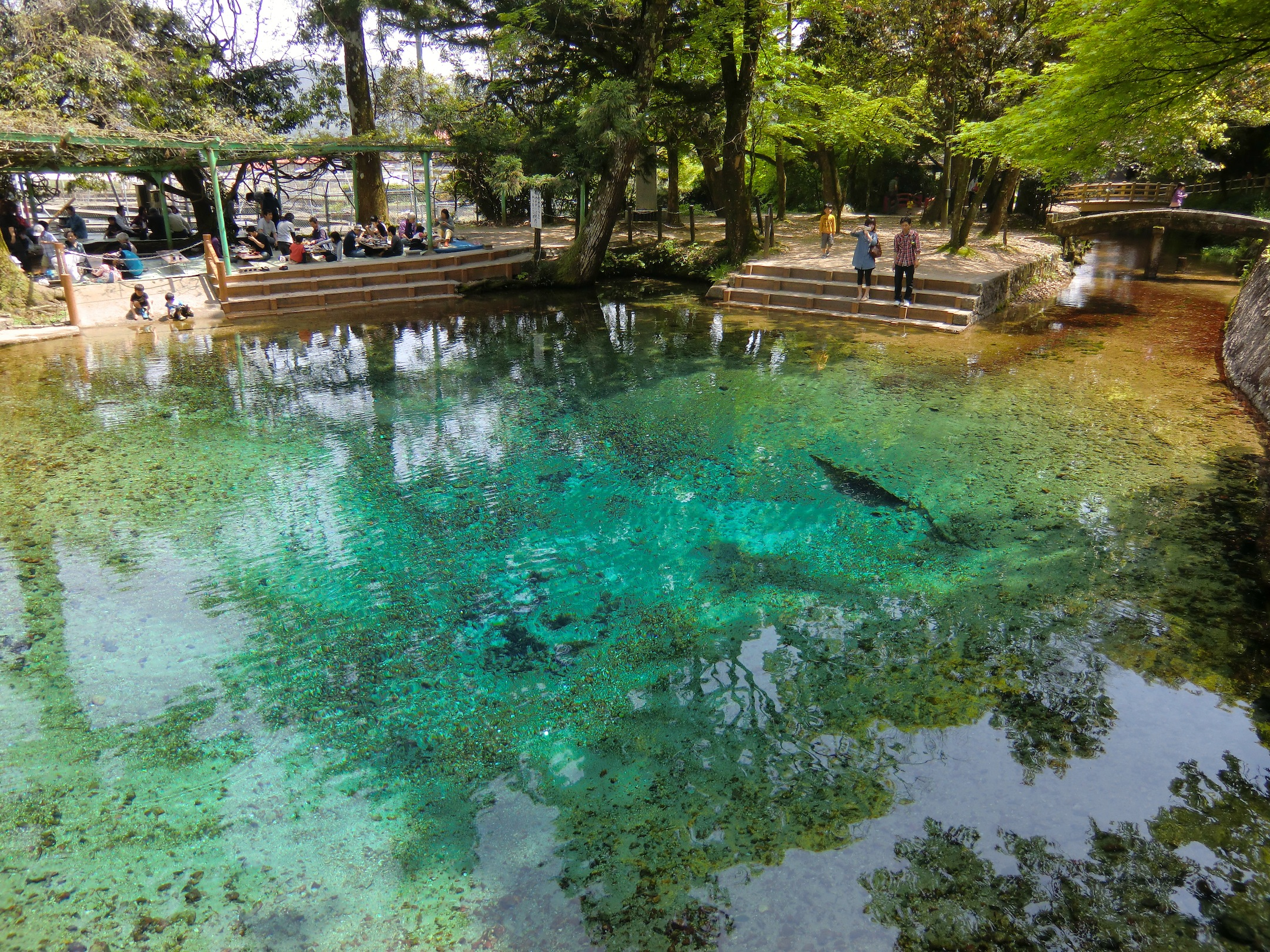
別府弁天池